# Nekselø
Nekselø är en ö i Danmark. Den ligger i Sejerøbukten i Region Själland, i den östra delen av landet. Arean är 2,2 kvadratkilometer. Det bor 16 porsoner på Nekselø (2020). På ön finns främst gräsmarker och några gårdar.
Öns högsta punkt är 38 meter över havet. Den sträcker sig 3,2 kilometer i nord-sydlig riktning, och 1,7 kilometer i öst-västlig riktning.